# Nedeljka
Nedeljka je žensko osebno ime.

## Izvor imena
Ime Nedeljka je slovanskega izvora in je nastalo iz besede  nedélja. Ime Nedeljka kot tudi Dominika so pri katoličanih navadno dobili otroci rojeni v nedeljo, to je na »Gospodov dan«, latinsko dies Dominica.

## Različice imena
- ženske različice imena: Neda, Nena, Nedana, Nedi, Nedica, Nediljka
- moška različica imena: Nedeljko

## Pogostost imena
Po podatkih Statističnega urada Republike Slovenije je bilo na dan 31. decembra 2007 v Sloveniji število ženskih oseb z imenom Nedeljka: 116.

## Osebni praznik
V koledarju je ime Nedeljka uvrščeno k imenu Dominik.